# Jagd auf die Raubkarawane
Der 6-bändige Roman Jagd auf die Raubkarawane ist eine von Edmund Theil geschriebene  Fortsetzung des Karl-May-Orientromans Allah il Allah, Bd. 60 der gesammelten Werke des Karl-May-Verlags.
Der Roman spielt im Jahr 1932 in Ägypten. In ihr begegnen sich der Nachfahre von Hadschi Halef Omar Sahdik Nassahr ben Kara ibn Halef Omar und andere Karl-May-Roman-Figuren, um neue Abenteuer zu bestehen.
- Bd. 1: Im Schatten der Pyramiden, ISBN 3-217-00875-8
- Bd. 2: Am See der Krokodile, ISBN 3-217-00874-X
- Bd. 3: Die Sänften des Todes, ISBN 3-217-00877-4
- Bd. 4: In der Oase des Orakels, ISBN 3-217-00878-2
- Bd. 5: Die Dünen der Vergeltung, ISBN 3-217-00911-8
- Bd. 6: Bei den Rittern der Wüste, ISBN 3-217-00912-6